# 大叶垂序木蓝
大叶垂序木蓝（学名：Indigofera pendula var. macrophylla）为豆科木蓝属下的一个变种。

## 扩展阅读
- 維基物種上的相關：大叶垂序木蓝